# 朱紳郮
铅山王朱绅郮（16世纪—17世纪），明朝铅山恭庄王朱缙𤍔的庶长子。
万历二十六年（1598年），朱缙𤍔去世。朱绅郮是朱缙𤍔的滥妾所生，但因为朱缙𤍔的继妃杨妃守节抚养他，朝廷特许朱绅郮袭封。萬曆三十八年（1609年）四月，明神宗命右春坊右諭德兼翰林侍講趙用光為正使、行人賈熙績為副使，捧冊封朱紳郮為鉛山王。